# Judonchulus recessus
Judonchulus recessus is een rondwormensoort uit de familie van de Mononchidae. De wetenschappelijke naam van de soort is voor het eerst geldig gepubliceerd in 1917 door Cobb.